# Helsinkit

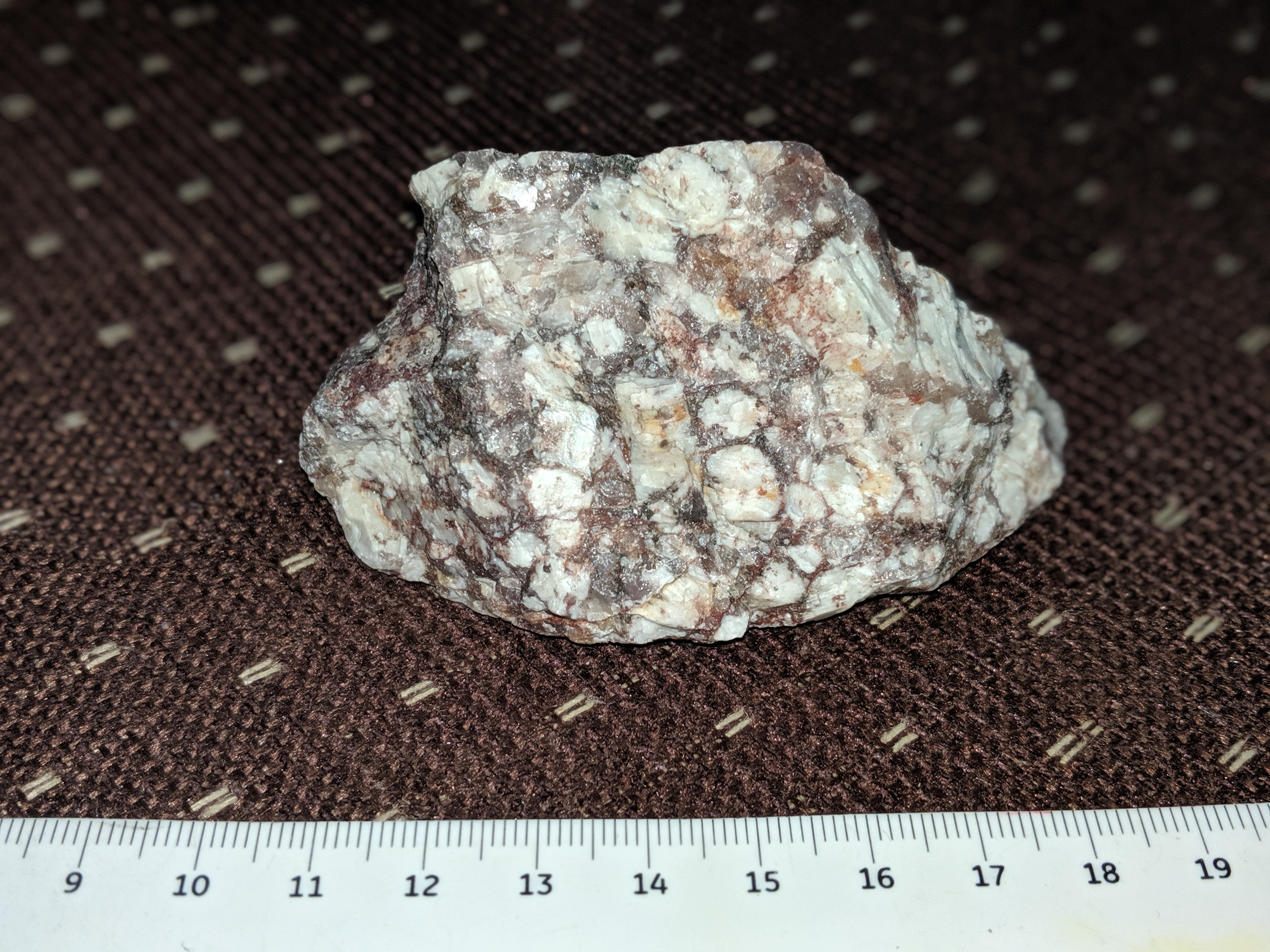
Gesteinsprobe, Fundort: Viikinmäki, Helsinki (Finnland)

Helsinkit ist eine seltene Granit/Unakit-Varietät, die erstmals in Helsinki gefunden und beschrieben worden ist. Helsinkit besteht hauptsächlich aus dem weißen Mineral Albit und Epidot, der durch Fremdbeimengungen von Hämatit rötlich-braun gefärbt ist. Wegen seines Glanzes wird Helsinkit gerne als Schmuckstein verarbeitet.
Das Gestein hat seinen Namen von der Stadt Helsinki, wo es zum ersten Mal Anfang des 19. Jahrhunderts im Stadtteil Kallio an der Kreuzung der Straßen Alppikatu und Ensi linja gefunden wurde.
Die Mohs-Härte von Helsinkit ist 6–7.